# Biddulphiophycidae
Biddulphiophycidae (ou Biddulphiineae se considerado ao nível taxonómico de subordem) é um agrupamento taxonómico de diatomáceas do grupo Centrales. Em alguns sistemas de classificação, o agrupamento taxonómico Centrales (ou diatomáceas cêntrica) é designado por Coscinodiscophyceae e pode ter diferentes subordens e famílias e variar em circunscrição taxonómica.

## Descrição
Estas diatomáceas apresentam frústulas primariamente bipolares. Não apresentam um anel marginal de processos.